# Domkerk van Tønsberg
De Domkerk van Tønsberg (Noors: Tønsberg Domkirke) is de kathedraal van het bisdom Tunsberg.

## Geschiedenis
Tønsberg was enkele eeuwen geleden een belangrijk religieus centrum in het zuiden van Noorwegen. In de middeleeuwen bevonden zich in de stad zeven kerken en drie kloosters, waarvan tegenwoordig slechts ruïnes over zijn. De huidige neogotische domkerk kerk werd in 1858 op de plaats gebouwd waar eerder, voor de sloop in 1809-1814, de middeleeuwse Sint-Laurentiuskerk van Tønsberg was gevestigd. De groenvoorziening bij de kerk was de oude begraafplaats van de Laurentiuskerk. De bouw vond plaats onder leiding van de Deens-Noorse architect Christian Heinrich Grosch. Al in 1939 volgde de eerste restauratie onder leiding van Arnstein Arneberg, die de domkerk het huidige aanzien gaf.

## Interieur
Het altaarschilderij toont Jezus' strijd in de hof van Getsemane. Het werd in 1760 geschilderd door J.P. Lindegård. De kansel stond vroeger in de Mariakerk en werd in 1621 gemaakt door lokale ambachtslieden; ze is versierd met de vier evangelisten en hun symbolen. Het votiefschip dat in het middenschip hangt is eveneens afkomstig uit de Mariakerk en stamt uit 1660.
Tot de kerkschat behoren ook twee kostbare Bijbels uit 1550 en 1589. 
Tijdens de restauratiewerken in 1939 werden de kleurrijke kerkvensters van Per Vigeland geplaatst. De koorvensters bevatten motieven uit het boek Openbaringen. De vensters van het kerkschip tonen voorstellingen uit het Oude en Nieuwe Testament en de geschiedenis van de kerk. Het fresco boven het zuidelijke portaal van Jezus als de Goede Herder is van dezelfde kunstenaar.
In de toren hangen drie klokken waarvan de oudste uit 1530 uit de Mariakerk afkomstig is. De kleinste van de klokken werd uit de Laurentiuskerk overgenomen en dateert van 1685. De jongste klok werd tijdens de restauratie van 1939 door een lokale bank geschonken.
Het orgel werd in 2008 door Ryde & Berg Orgelbyggeri gebouwd. 